# Jaźwie
Jaźwie – wieś w Polsce położona w województwie mazowieckim, w powiecie wołomińskim, w gminie Tłuszcz. Ma status sołectwa.
| SIMC    | Nazwa         | Rodzaj     |
| ------- | ------------- | ---------- |
| 0521673 | Zienkiewiczów | przysiółek |

W latach 1975–1998 miejscowość administracyjnie należała do województwa ostrołęckiego.
Wierni Kościoła rzymskokatolickiego należą do parafii św. Józefa Oblubieńca Najświętszej Maryi Panny we Franciszkowie.